# Agafia Constantin
Pour les articles homonymes, voir Constantin.
Agafia Constantin, née le 19 avril 1955 à Crișan, est une kayakiste roumaine.

## Carrière
Agafia Constantin participe aux Jeux olympiques de 1984 à Los Angeles et remporte la médaille d'or en K-4 500 m.